# Domestos
Доместос (Domestos) — торговая марка бытовой химии на основе гипохлорита натрия корпорации Unilever.
Доместос (как и Chlorox)) содержит 100 тыс. ppm, что является (10 %) активного компонента хлора, в то время как многие другие отбеливатели содержат 50 тыс. или меньше.

## История
Доместос впервые был выпущен в 1929 году Уилфридом Аугустином Хэндли (1901—1975) — дантистом из Хитона (Ньюкасл-апон-Тайн) и продавался в розницу, продавцами, которые перезаправляли керамические банки купленные клиентами.
В 1961 году компания была приобретена Lever Brothers.
В 2020 году исследователи доказали, что Domestos убивает COVID-19 при чистке поверхностей.

## Ассортимент продукции

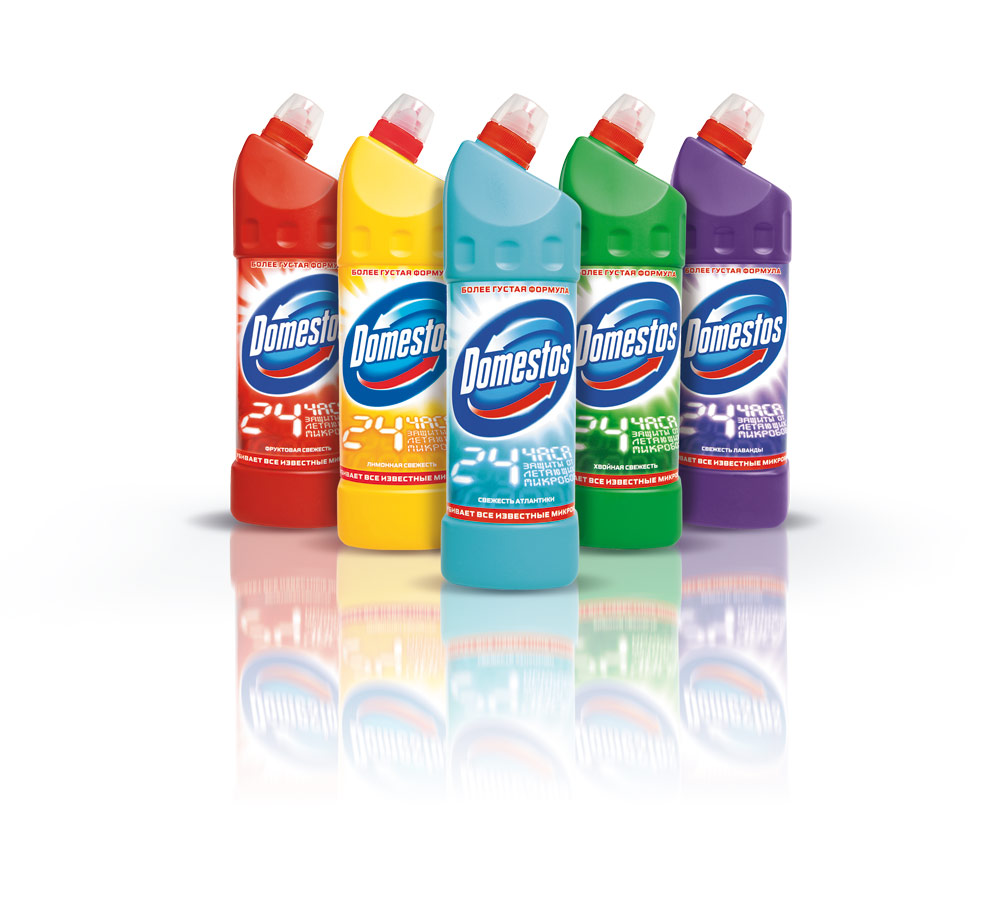

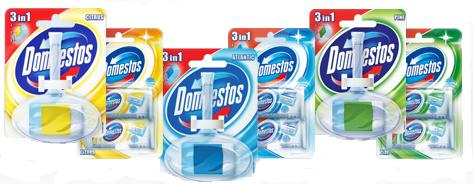

- Густой отбеливатель — «с различными ароматами» — переименованный в «Domestos 24HR» с изменённым составом, обеспечивающим «24-часовую защиту от летающих микробов». — был снова переименован в «Domestos Extended Germ-Kill».
- В Австралии по-прежнему используется бренд Thick Bleach.
- Domestos 5x — «отбеливатель, который действует в 5 раз дольше, чем любой другой отбеливатель или средство для чистки туалетов» — производство прекращено.
- Устройство для разблокировки раковин и труб
- Блоки Domestos-Снято с производства
- Domestos Hygienic Wipes-Снято с производства
- Очищающий спрей Domestos Bleach (нет в Р.Ф.)
- Domestos Zero Limescale — «очень густое средство для чистки унитазов на основе соляной кислоты может даже убить микробы даже ниже ватерлинии».
- Domestos Total Blast — гель для туалета, который «помогает предотвратить прилипание сильной грязи». -Снято с производства
- Domestos Germ Blaster — посуда для клеток с ободным блоком, рекламируемая как «единственный ободной блок, который убивает микробы по мере освежения». (нет в Р.Ф.)
- Domestos Turbo Fresh — вариант вышеперечисленного, рекламируемый как «единственный вращающийся ободной блок».
- Чистка унитаза Domestos Power 5.

## Маркетинг
В конце 1980-х — начале 1990-х годов в маркетинговой кампании Domestos использовалась имитация сцены из фильма «Большой Джон», в которой бутылка Domestos медленно перемещалась по ванной в стиле ковбоя, а рядом нервно прятались щетки и украшения. Бутылка получила название «Большой плохой дом». Реклама была создана с использованием компьютерной графики. Рекламный слоган этой кампании утверждал, что Доместос «Убивает все известные микробы. Мертв.» Ранее рекламный слоган звучал так: «Доместос убивает 99 % всех бытовых микробов».
В 2002 году в недолгой кампании участвовал бывший участник конкурса «Большой брат» Алекс Сибли, который появился в рекламе, высмеивая свою одержимость чистотой. Он включал в себя инцидент в доме, где Алекс имитировал песню " That’s the Way (I Like It) " KC и The Sunshine Band . В рекламе Алекс вместе с Доместосом мыл туалет Большого Брата, имитируя ту же песню. Доместос надеялся, что популярность « Большого брата» поможет продать их продукт.
В 2005 году различная реклама для различных марок Domestos была показана по телевидению и в кинотеатрах, с элементами компьютерной графики — как существ, сделанных для представления сальмонеллы, кишечной палочки и стафилококков . Каждый микроб заявлял о своих планах причинения страданий, иногда в пародии на известные фильмы, такие как «Крестный отец», прежде чем был уничтожен определённой маркой Доместоса. Рекламными лозунгами этой кампании были «Доместос — миллионы микробов умрут» для стандартного Доместоса и «Доместос — умрут ещё миллионы микробов» для Доместоса в 5 раз дольше .
В рекламе Доместос 5× было показано, как микроб весело прыгает и поет песню очень низким американским голосом, напоминающим повествование в трейлерах к фильмам ужасов.
Завершился рекламный ролик озвучкой слогана, прочитанного известным британским актёром Патриком Стюартом . С тех пор основные микробы CGI остались в рекламе Доместоса, и каждая реклама используется для продвижения определённых продуктов Domestos.

## В других странах
Domestos известен как Domex в Бангладеше, Индии, на Филиппинах и Шри-Ланке и продается с претензией на «универсальное решение» для удовлетворения домашних потребностей в уборке вместо использования других чистящих средств для кухонных поверхностей, пола и ванных комнат.
В Японии торговая марка Domesto (ドメストDomesuto) известна как популярное средство для чистки унитазов.
В Нидерландах Доместос продается под названием «Глорикс», в то время как во Вьетнаме, Аргентине и Бразилии он известен как «Вим», а в других странах как «Клинекс», в, Glorix (Глорикс) и Klinex (Клинекс).

## В России
В России продается как Domestos (Доместос).
В мае 2019 инициирована Программа Domestos «Терпеть нельзя учиться» как прямой отклик на результаты исследования, показавшего, что 57 % родителей считают санитарное состояние туалетов в общеобразовательных школах Оренбургской области неудовлетворительным. В нескольких школах региона был произведен ремонт санузлов, а также были проведены специальные «Уроки чистоты».
В 2020 году по результатам акции в трех школах — в Республике Бурятия, а также в Кемеровской и Челябинской областях — был проведен ремонт санузлов. Остальные школы-участники получили годовой запас продукции от Domestos.
В международный день туалета в рамках Школьной программы Domestos 2021 совместно с официальным партнером Roca были отремонтированы 12 школьных санузлов.
На текущий момент более 1500 школ от Калининграда до Хабаровска уже получили продукцию Domestos в качестве помощи от бренда, и в более 10 школах был проведен полноценный ремонт санузлов.